# Jean Bassères
Pour les articles homonymes, voir Bassères.
Jean Bassères, né le 22 mai 1960 à Perpignan (Pyrénées-Orientales), est un haut fonctionnaire français. Il est le directeur général de Pôle emploi du 15 décembre 2011 au 15 décembre 2023. Il est directeur provisoire de l'Institut d'études politiques de Paris du 27 mars 2024 au 20 septembre 2024.

## Biographie

### Jeunesse et études
Diplômé de l'Institut d'études politiques de Paris, il est élève de l'École nationale d'administration (1984-1986).

### Parcours professionnel

#### Haute fonction publique et cabinets
Jean Bassères sort de l'ENA affecté à l'Inspection générale des finances (1986-1987). Il travaille ensuite au cabinet d'Henri Nallet (1990-1992), ministre de la Justice, puis à celui de Michel Sapin (1992-1993). 
Il occupe par la suite divers postes au ministère des Finances, dont celui de directeur général de la Comptabilité publique (1998-2000), avant de diriger le cabinet de Laurent Fabius (ministre de l'Économie, des Finances et de l'Industrie) en 2000. Il dirige le service de l'Inspection générale des Finances[Quand ?].

#### Direction de Pôle Emploi
En décembre 2011, il devient directeur général de Pôle Emploi. Nommé sous le quinquennat Sarkozy en remplacement de Christian Charpy, il est reconduit dans ses fonctions en décembre 2014 par le Conseil des Ministres présidé par François Hollande, puis les 13 décembre 2017 et 21 décembre 2020 par le Conseil des Ministres présidé par Emmanuel Macron, pour ses troisième et quatrième mandats,.
Début mars 2024, il devient membre du conseil d'administration de la RATP.

### Parcours universitaire
Après l'annonce du président de la République, Emmanuel Macron, en avril 2021, de la création de deux structures en appui de la réforme de la haute fonction publique (l'Institut national du service public en remplacement de l'ENA et de la Délégation interministérielle à l’encadrement supérieur de l’État (DIESE)), Jean Bassères est chargé de présider une Commission chargée d'établir un rapport de préfiguration de l'INSP et de la DIESE. Ce rapport dit « Rapport Bassères » est rendu fin novembre 2021.
Le 26 mars 2024, Jean Bassères est nommé directeur provisoire de l'Institut d'études politiques de Paris et administrateur provisoire de la Fondation nationale des sciences politiques. Il est notamment connu pour avoir autorisé l’entrée de CRS dans l’enceinte de l’établissement pour la première fois depuis Mai 68, pour réprimer les grandes mobilisations pour la Palestine organisées par les étudiants de l’école. Il conserve ces fonctions jusqu'à l'élection du nouveau directeur Luis Vassy, le 20 septembre 2024.

## Décorations
- Officier de la Légion d'honneur (14 juillet 2018)[8]
- Chevalier de l'ordre du Mérite agricole.